# Kopoï
Kopoï är en ort i Burkina Faso.   Den ligger i regionen Boucle du Mouhoun, i den sydvästra delen av landet, 220 km väster om huvudstaden Ouagadougou. Kopoï ligger 339 meter över havet och antalet invånare är 2 493.
Terrängen runt Kopoï är platt. Närmaste större samhälle är Houndé, 19,4 km sydväst om Kopoï.
Omgivningarna runt Kopoï är en mosaik av jordbruksmark och naturlig växtlighet. Runt Kopoï är det ganska glesbefolkat, med 38 invånare per kvadratkilometer.